# 매슈 로런스
매슈 로런스(Matthew Lawrence, 1980년 2월 11일 ~ )는 미국의 배우이다.

## 출연 작품
- 미세스 다웃 파이어
- 플레인 하이스트 - 카우보이 역